# 9-й пехотный полк (Австро-Венгрия)
9-й Галицийский пехотный полк (нем. Galizisches Infanterie-Regiment Nr. 9) — галицийский (русинский или украинский) пехотный полк Единой армии Австро-Венгрии.

## История
Образован в 1725 году. Штаб-квартира — Пшемысль. Набор вёлся в Стрые. Участвовал в австро-турецких войнах, в Семилетней войне, в Наполеоновских войнах и Австро-итало-прусской войне, а также в венгерском восстании. В разное время покровителями полка были барон Пакень фон Кильштедтен и граф Клерфейт.
Полк состоял из 4-х батальонов: 1-й и 4-й базировались в Пшемысле перед началом ПМВ, 2-й — в Стрые, 3-й — в Радымно. Национальный состав полка по состоянию на 1914 год: 73% — украинцы, 20% — поляки, 7% — прочие национальности.
В 1914 году полк отправился на Итальянский фронт Первой мировой войны. Также он сражался на Восточном фронте, был одним из участников боёв за гору Маковка.
В ходе так называемых реформ Конрада с июня 1918 года число батальонов было сокращено до трёх, и 4-й батальон был расформирован.

## Командиры
- 1859: полковник Франц Тюн-Хоэнштайн[9]
- 1865: полковник Адольф Баумбах[10]
- 1873: полковник Рудольф Кройтнер фон Татенбург
- 1879: полковник Генрих Пеликан[11]
- 1903: полковник барон Карл Даублеский фон Штернек цу Эренштейн
- 1904—1907: полковник Рихард Шрайер
- 1908—1910: полковник риттер Франц Штрайтер фон Шварценфельд[12]
- 1911—1914: полковник Феликс Кипрус-Соболевский фон Соболув[1]